# Бубнівка (Рівненський район)
Бу́бнівка — село в Україні, в Рівненському районі Рівненської області. Населення становить 135 осіб.

## Географія
На північно-східній стороні від села розташована залізнична «Українка» (Рівне — Шепетівка).